# Kobylniki (powiat poddębicki)
Kobylniki – wieś w Polsce, położona w województwie łódzkim, w powiecie poddębickim, w gminie Poddębice.
| SIMC    | Nazwa   | Rodzaj    |
| ------- | ------- | --------- |
| 0989821 | Rogatki | część wsi |

W latach 1975–1998 miejscowość należała administracyjnie do województwa sieradzkiego.